# Thaísa Menezes
Pour les articles homonymes, voir Menezes.
Thaísa Daher de Menezes Pallesi, née le 15 mai 1987 à Rio de Janeiro (Brésil), est une joueuse brésilienne de volley-ball évoluant au poste de centrale. Elle totalise 87 sélections en équipe du Brésil.

## Biographie
Avec l'équipe du Brésil de volley-ball féminin, elle est médaillée d'or olympique en 2008 à Pékin et en 2012 à Londres.

## Clubs
| Club                       | De        | À         |
| -------------------------- | --------- | --------- |
| Tijuca Tênis Clube         | 2001-2002 | 2001-2002 |
| Minas Tênis Clube          | 2002-2003 | 2004-2005 |
| Rio de Janeiro Volêi Clube | 2005-2006 | 2007-2008 |
| Grêmio de Vôlei Osasco     | 2008-2009 | 2015-2016 |
| Eczacıbaşı İstanbul        | 2016-2017 | 2016-2017 |
| GR Barueri                 | 2017-2018 | 2018-2019 |
| Minas Tênis Clube          | 2019-2020 | …         |

## Palmarès

### Équipe nationale
- Jeux Olympiques (2)
  -  2008 à Pékin.
  -  2012 à Londres.
- Championnat du monde
  - Finaliste : 2010
- Coupe du monde
  - Finaliste : 2007
- Grand Prix Mondial
  - Vainqueur : 2008, 2009, 2013, 2014, 2016.
  - Finaliste : 2010, 2011, 2012.
- World Grand Champions Cup
  - Finaliste : 2009
- Championnat d'Amérique du Sud
  - Vainqueur : 2007, 2009, 2011, 2013.
- Coupe panaméricaine
  - Vainqueur : 2009, 2011.
- Jeux Panaméricains
  - Vainqueur : 2011.
  - Finaliste : 2007.
- Championnat du monde des moins de 20 ans
  - Vainqueur : 2003, 2005.
- Championnat d'Amérique du Sud  des moins de 20 ans
  - Vainqueur : 2002.
- Championnat d'Amérique du Sud  des moins de 18 ans
  - Vainqueur : 2002.

### Clubs
- Championnat du monde des clubs
  - Vainqueur : 2012, 2016.
  - Finaliste : 2010, 2014.
- Championnat sud-américain des clubs
  - Vainqueur : 2009, 2010, 2011, 2012, 2020.
  - Finaliste : 2014, 2015.
- Championnat du Brésil
  - Vainqueur : 2006, 2007, 2008, 2010, 2012.
  - Finaliste : 2009, 2011, 2013, 2015.
- Coupe du Brésil
  - Vainqueur : 2007, 2008, 2014.
- Supercoupe du Brésil
  - Finaliste : 2019.

### Distinctions individuelles
- Championnat du monde des clubs de volley-ball féminin 2010: Meilleure attaquante.
- Coupe panaméricaine de volley-ball féminin 2011: Meilleure contreuse.
- Grand Prix mondial de volley-ball 2011: Meilleure serveuse[3].
- Grand Prix mondial de volley-ball 2012: Meilleure contreuse.
- Championnat du monde des clubs de volley-ball féminin 2012: Meilleure attaquante[4].
- Championnat sud-américain des clubs de volley-ball féminin 2012: Meilleure contreuse.
- Grand Prix mondial de volley-ball 2013: Meilleure centrale et MVP.
- Championnat sud-américain des clubs de volley-ball féminin 2014: Meilleure centrale.
- Championnat du monde des clubs de volley-ball féminin 2014 : Meilleure centrale[5].
- Championnat du monde de volley-ball féminin 2014 : Meilleure centrale[6].
- Grand Prix mondial de volley-ball 2016: 2e meilleure centrale[7].
- Championnat sud-américain des clubs de volley-ball féminin 2020: MVP[8].